# Dschang

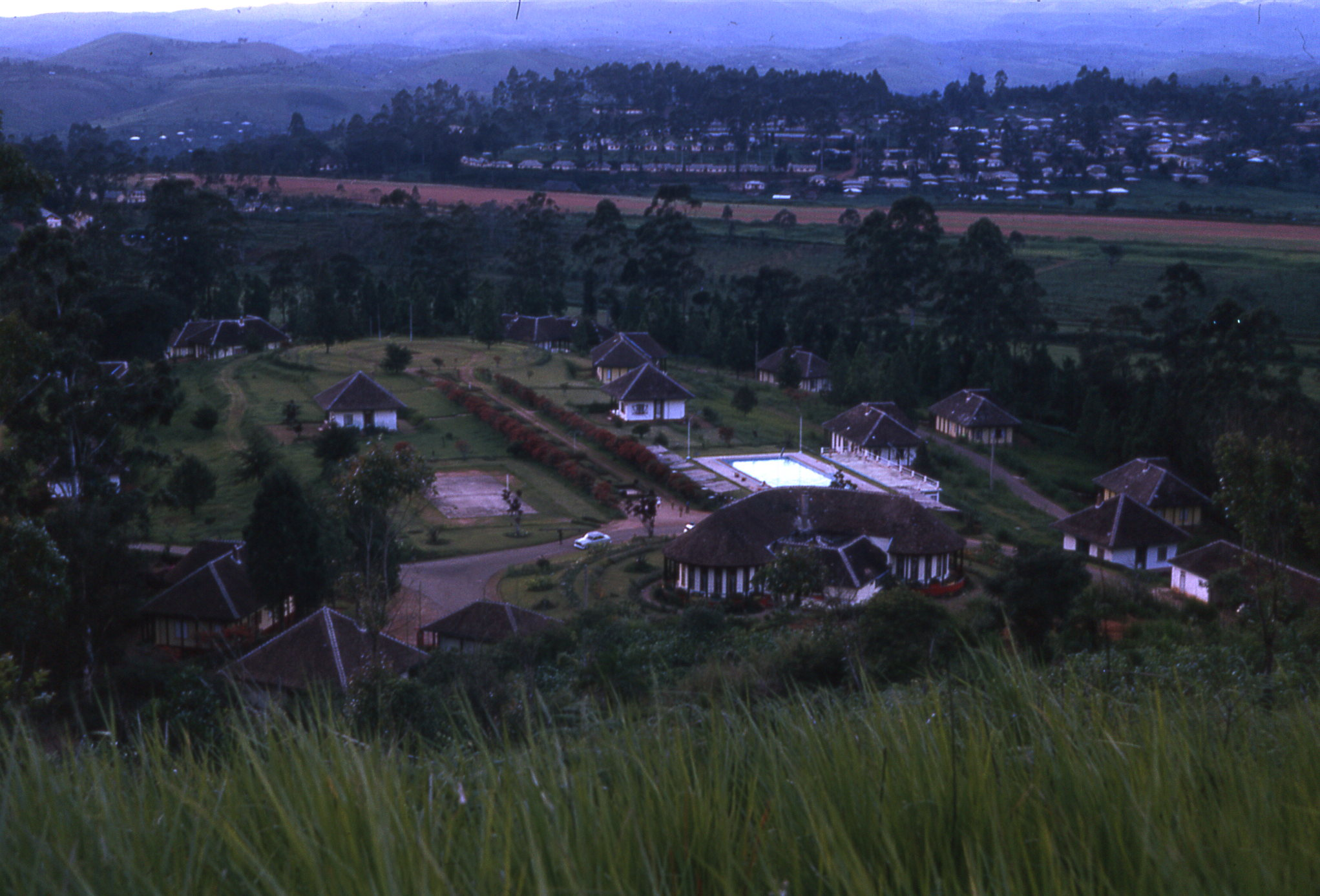
Het klimaatcentrum van Dschang

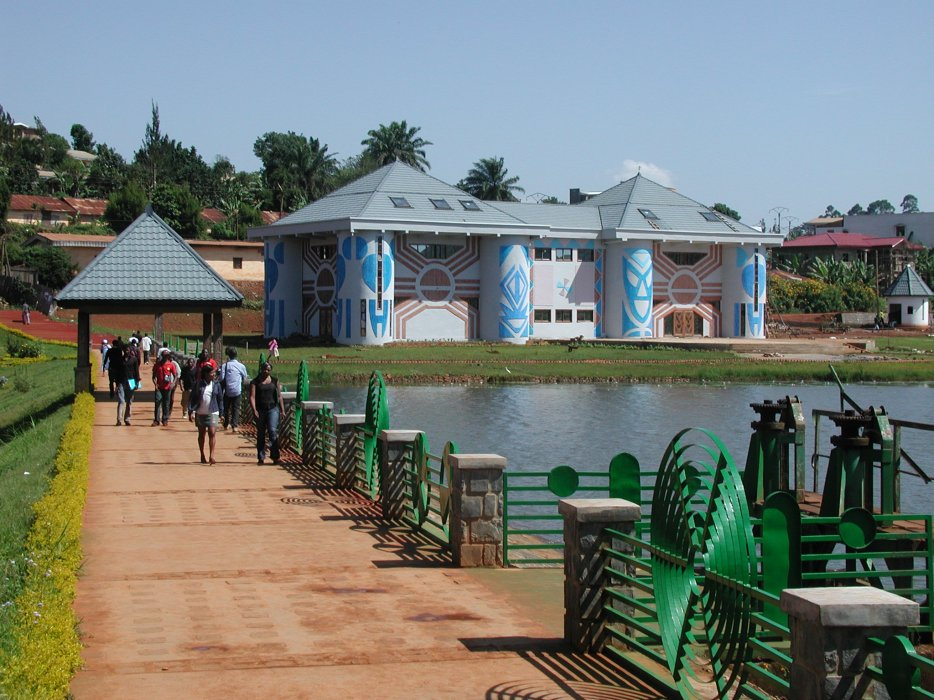
Pont du Plaisir dicht bij het Lac Municipal in Dschang

Dschang is de hoofdstad van het departement Menoua, gelegen in de regio Ouest in Kameroen. De stad heeft volgens de census van 2005 een inwoneraantal van 63.838, voornamelijk vanuit de Bamileke-stam. De plaats ligt 1380 meter boven zeeniveau en bestrijkt een oppervlakte van 225 km².

## Oorsprong van naam
In de taal die lokaal wordt gesproken bij Dschang betekent de naam 'geschil', wat komt doordat in de regio waar Dschang nu toe behoort, er vroeger geen grote nederzetting lag en het op de grens lag tussen twee tegen elkaar strijdende chiefdoms.

## Geschiedenis
De stad werd in 1895 door de Duitsers ontdekt toen ze bezig waren met een militaire operatie. Dschang werd in 1909 een regionaal centrum in destijds nog Duits-Kameroen, toen er een militair station werd aangelegd. Daarvoor was Fontem de hoofdstad van het militair district.
In 1917 kwam Dschang onder Brits bestuur, maar werd drie jaar later toegevoegd aan het Franse koloniale rijk, die de plaats als hoofdstad van de regio Ouest uitriepen. De Fransen ontwikkelden een vakantieresort in de jaren '40, wat nu een belangrijke plaats is om het toerisme van Dschang te bevorderen.
In 1960 werd Kameroen onafhankelijk en ging de administratie van Dschang naar Bafoussam. Hieronder leed Dschang omdat voortaan het meeste geld ging naar de infrastructuur van Bafoussam.
In 1993 werd er in Dschang een universiteit opgericht: L'Université de Dschang.

## Infrastructuur
De stad is verbonden per weg (P17) met Bafoussam en Nkongsamba. In het noordwesten is de plaats het startpunt van de P19, die via Fontem verbonden is met de N8. Ook heeft Dschang een eigen vliegveld, gelegen in het oosten van de stad.